# Zisterzienserinnenabtei Val-Benoît
Die Zisterzienserinnenabtei Val-Benoît (auch: Val Saint-Benoît) war von 1231 bis 1796 ein Kloster der Zisterzienserinnen in Lüttich, Provinz Lüttich, in Belgien.

## Geschichte
Die durch einen Brand aus ihrem Kloster Robermont vertriebenen Nonnen übernahmen 1231 das von den Augustinern geräumte Kloster Val-Benoît („Benediktstal“) am linken Ufer der Maas, südlich Lüttich (heute in der Rue Ernest Solvay). 1244 kehrte ein Teil der Nonnen zur Wiederbesiedelung nach Robermont zurück. 39 Äbtissinnen von Val-Benoît folgten einander, bis das Kloster ab 1792 zunehmend eingeschränkt und 1796 endgültig aufgelöst wurde.
Im 19. Jahrhundert stand hier ein Schloss. Von 1924 bis 2006 war der Standort Universitätsgelände (Université du Val Benoît). Im Rahmen eines ehrgeizigen Urbanisationsprojekts wurde in neuester Zeit das Stadtviertel Val-Benoît geschaffen (mit einem Funktionsmix aus Wohnungen, Dienstleistungen, Ausbildung und Kultur), innerhalb dessen die alten im Zweiten Weltkrieg zerstörten, aber wieder aufgebauten Klostergebäude von der Behörde für Arbeitsbeschaffung Le Forem (Office wallon de la formation professionnelle et de l’emploi) genutzt werden. Es handelt sich vor allem um das Äbtissinnenhaus und ein Eingangsportal.